# Šelpice
Šelpice (allemand : Deutschdorf bei Dürrnbach ) est un village de Slovaquie situé dans la région de Trnava.

## Histoire
Première mention écrite du village en 1283.

## Démographie

### Évolution de la population
| Année:               | 1994. | 2004.   | 2014.    | 2024.   |
| -------------------- | ----- | ------- | -------- | ------- |
| Nombre de personnes: | 582   | 589     | 867      | 901     |
| Différence:          |       | +1,20 % | +47,19 % | +3,92 % |

| Année:               | 2023. | 2024.   |
| -------------------- | ----- | ------- |
| Nombre de personnes: | 905   | 901     |
| Différence:          |       | -0,44 % |